# Nomada piccioliana
Nomada piccioliana är en biart som beskrevs av Paolo Magretti 1883.
Nomada piccioliana ingår i släktet gökbin och familjen långtungebin. Inga underarter finns listade i Catalogue of Life.